# Улрих II фон Мач
Улрих II фон Мач (на немски: Ulrich II Vogt von Matsch; † 1309) от фамилията „Мач“ е фогт на Мач в Граубюнден. Фамилията Мач е стар благороднически род в Швейцария и Австрия. Те са фогти на Мариенберг и Мач в Граубюнден.

## Биография
Той е син на Алберо фон Мач († 10 януари 1280) и втората му съпруга София фон Фелтурнс, наричана фом Щайн († сл. 10 август 1308), вдовица на Бруно I фон Кирхберг († пр. 1263), дъщеря на Хуго фон Фелтурнс и Елизабет фон Епан († ок. 1273), незаконна дъщеря на граф Улрих фон Епан († сл. 1232).
Фамилията фон Мач изчезва през 1510 г. Повечето собствености на род Мач в днешен Южен Тирол отиват на „фрайхерен фон Трап“, където е омъжена Барбара фон Мач († пр. 1474/18 април 1504 в Болцано), омъжена за Якоб IV Трап († 17 август 1475 в Болцано).

## Фамилия
Улрих II фон Мач се жени на 29 октомври 1295 г. за Маргарета фон Фац († сл. 1343), сестра на освободителя и народния герой на Граубюнден Донат фон Фац († 1337/1338), дъщеря на Валтер V фон Фац († 4 ноември 1284) и графиня Лиукарда фон Кирхберг († 24 май 1326), дъщеря на граф Еберхард III фон Кирхберг († пр. 1283) и Ута фон Нойфен. Те имат децата:
- Улрих III фон Мач († 25 октомври 1366), фогт на Мач, женен за Аделхайд фон Верденберг (пр. 1322 – пр. 1365); родители на граф Улрих IV фон Мач-Кирхберг († 1402), женен за Агнес фон Кирхберг († 1401/1407), наследничка на Кирхберг
- дъщеря фон Мач († сл. 1320), омъжена за рицар Улрих фон Рамшваг от Ст. Гален
- Еуфемия/Офмай Утелхилд фон Мач († сл. 12 март 1350), омъжена 1321 г. за граф Алберт III (II) фон Гьорц († 1325/1327); Тя подарява през 1348 г. кармелитинския манастир в Линц.

Той има връзка или се жени втори път пр 29 юли 1305 г. и има един син:
- Алберисиус фон Мач († сл. 1304)

Маргарета фон Фац се омъжва втори път за Улрих (Олри) д'Аспремон († 1333).